# Stange
Stange är en tätort i Stange kommun i Innlandet fylke i sydöstra Norge. Orten utgör kommunens centralort såväl som största tätort.